# 3e régiment étranger d'infanterie
Le 3e régiment étranger d’infanterie (le 3e REI) est le régiment le plus décoré de la Légion étrangère dans l'Armée de terre française. Il a été créé en 1920 et est héritier du régiment de marche de la Légion étrangère (RMLE).
Unité d'infanterie des Forces armées en Guyane (FAG), il est stationné au quartier « Commandant Forget », à Kourou en Guyane, après avoir quitté Diégo-Suarez à Madagascar en 1973.
Composé à la fois de légionnaires et d'unités du régime général, il est spécialisé dans le combat en forêt équatoriale. Sa principale mission est d'assurer la surveillance du CSG (Centre spatial guyanais) lors des lancements de fusées. Il est alors déployé tout autour du centre en protection du site.
Le régiment joue aussi un rôle primordial dans le maintien de la souveraineté française au cours de missions de présence sur la frontière brésilienne ainsi que lors d'opérations visant à démanteler les sites d'orpaillage clandestins.

## Création et dénominations
- Le 11 novembre 1915 est créé le « régiment de marche de la Légion étrangère » à partir des rescapés des 2e, 3e et 4e régiments de marche du 1er étranger et ceux du 2e régiment de marche du 2e étranger.
- Le 15 novembre 1920, le RMLE devient par changement d'appellation « 3e régiment étranger » (le 3e RE).
- Le 20 juin 1922, il devient le « 3e régiment étranger d'infanterie » (le 3e REI).
- Le 5 décembre 1942, une demi-brigade de Légion étrangère et d'infanterie coloniale est créée à partir d'effectifs du 3e REI. Elle devient le 15 décembre de la même année le « 3e régiment étranger d'infanterie de marche » (le 3e REIM).
- Le 1er juillet 1943, le 3e REIM redevient le « RMLE ».
- La guerre terminée, le 1er juillet 1945, le régiment reprend de nouveau son appellation de « 3e REI ».

## Liste des chefs de corps
- 1920 : lieutenant-colonel Rollet
- 1925 : lieutenant-colonel François
- 1926 : lieutenant-colonel Blanc
- 1928 : colonel Michet de La Baume
- 1932 : colonel Brillat-Savarin
- 1936 : colonel Mantoz
- 1939 : colonel Lales
- 1941 : colonel Edmond Lévêque
- 1942 : lieutenant-colonel Lambert (3e REIM)
- 1945 : lieutenant-colonel Clément
- 1945 : colonel Lehur
- 1947 : lieutenant-colonel Méric
- 1947 : lieutenant-colonel Royer
- 1948 : lieutenant-colonel Simon
- 1949 : colonel Constans
- 1950 : lieutenant-colonel Jacquot
- 1951 : colonel Laimay
- 1953 : colonel Marguet
- 1953 : lieutenant-colonel de Bruc de Montplaisir
- 1953 : colonel Lalande[a]
- 1954 : colonel Raberin[b]
- 1955 : colonel Thomas[b]
- 1956 : colonel Gaume
- 1958 : colonel de Corta[a]
- 1960 : lieutenant-colonel Torquat de La Coulerie
- 1960 : colonel Langlois[a]
- 1962 : lieutenant-colonel Mattei
- 1964 : lieutenant-colonel Iacconi
- 1966 : colonel Letestu[b]
- 1969 : colonel Bramoullé[b]
- 1971 : colonel Charles-Dominé
- 1973 : colonel Billot[b]
- 1975 : colonel Grosjean[b]
- 1977 : colonel Girard[b]
- 1979 : colonel Fouques-Duparc
- 1981 : colonel Gosset[b]
- 1983 : colonel Guillot
- 1985 : colonel Christian Piquemal[a]
- 1987 : lieutenant-colonel Tresti[b]
- 1989 : colonel Dubos[c]
- 1991 : colonel Théry
- 1993 : colonel Serveille
- 1995 : colonel Lalanne-Berdouticq
- 1997 : colonel Houdet[b]
- 1999 : lieutenant-colonel de Guillebon[b]
- 2001 : lieutenant-colonel de Stabenrath[b]
- 2003 : colonel Vincent Le Cour-Grandmaison[b]
- 2005 : colonel Gomart[a]
- 2007 : colonel Guyot
- 2009 : colonel de Bourdoncle de Saint-Salvy
- 2011 : colonel Lardet
- 2013 : colonel Walter
- 2015 : colonel Ransan
- 2017 : colonel Laparra
- 2019 : colonel Poirier-Coutansais
- 2022 : colonel Royet
- 2024 : colonel Grossin

## Historique des garnisons, campagnes et batailles

### Première Guerre mondiale

#### 1916
Le RMLE participe à la prise de Belloy-en-Santerre le 4 juillet 1916.

#### 1917
Avril 1917 - Aubérive

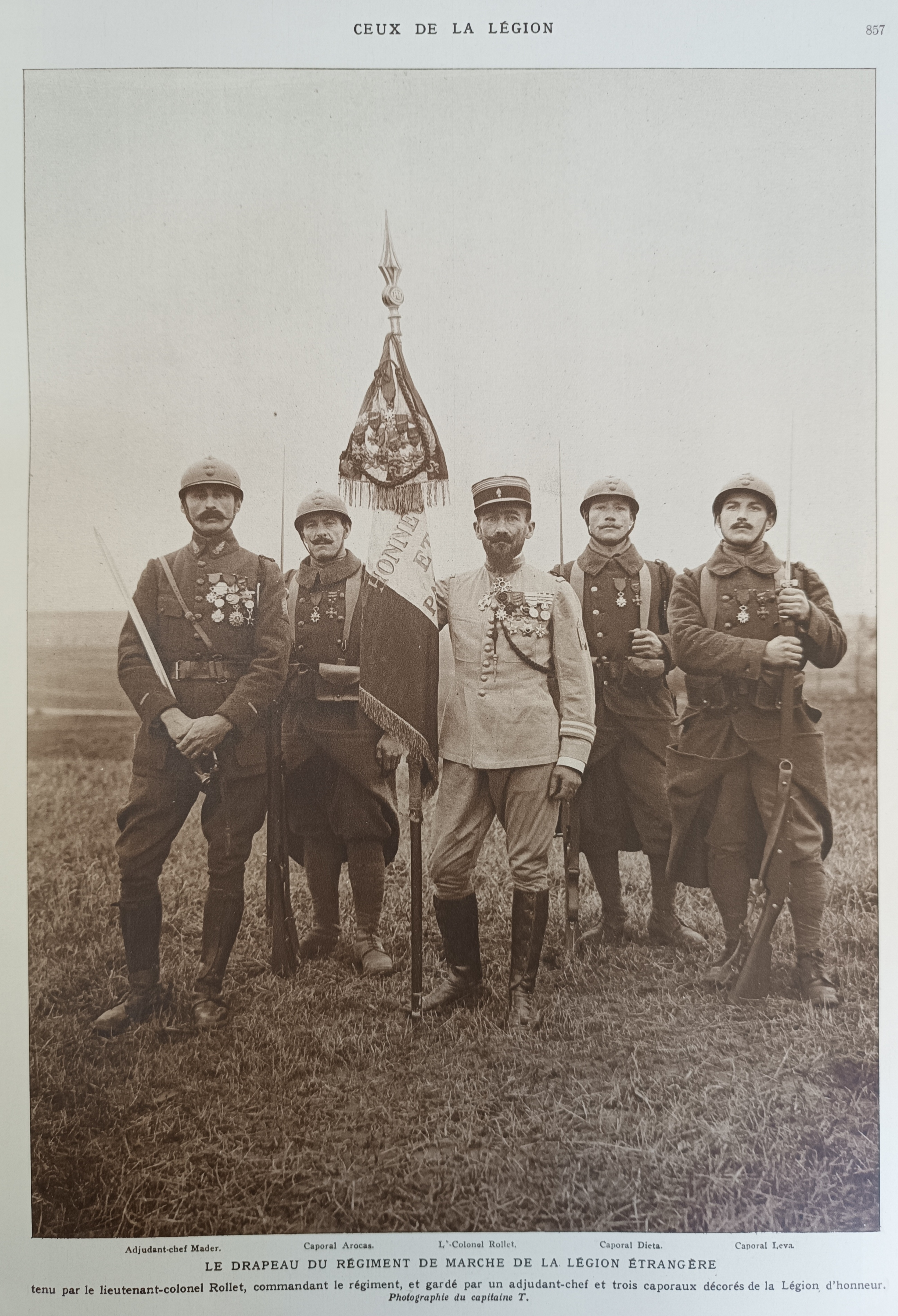
Drapeau du RMLE en 1917 tenu par le lieutenant colonel Rollet. A gauche l'adjudant-chef Max Mader (1880-1947), « héros légendaire » du RMLE.

- Chef de corps Lt. colonel Duriez (tué le 17 avril)
  - 1er bataillon : Commandant Husson de Sampigny
  - 2e bataillon : Commandant Waddell
  - 3e bataillon : Commandant Deville puis capitaine Lannurien

La bataille des monts de Champagne qui se déroule du 17 au 21 avril se traduit par la mise hors de combat de la moitié des 1500 légionnaires du RMLE et par la perte du chef de corps qui sera remplacé par le commandant Deville.
Août 1917 - Verdun
- Chef de corps Lt. colonel Rollet
  - 1er bataillon : Commandant Husson de Sampigny
  - 2e bataillon : Commandant Waddell
  - 3e bataillon : Commandant Deville

Le 20 août le régiment est chargé de contre-attaquer afin de soulager la ville. En face de lui 4 régiments ennemis sont retranchés. Le 21 tous les objectifs sont atteints, le RMLE a perforé le front sur 3,5 kilomètres de profondeur.
C'est lors de ce fait d'armes qu'il gagne sa 6e citation à l'ordre de l'armée et obtient peu après la Légion d'honneur pour son drapeau.

#### 1918
Le RMLE est engagé lors de la percée de la ligne Hindenburg le 14 septembre 1918. Il est alors commandé par le lieutenant-colonel Rollet. C'est lors de cette attaque que le régiment gagne sa 6e citation à l'ordre de l'armée et reçoit la fourragère double aux couleurs de la Légion d'honneur et de la croix de guerre 1914-1918.
Par ailleurs, il est le premier régiment de l'armée française à recevoir la fourragère aux couleurs de la médaille militaire.

### Entre-deux-guerres

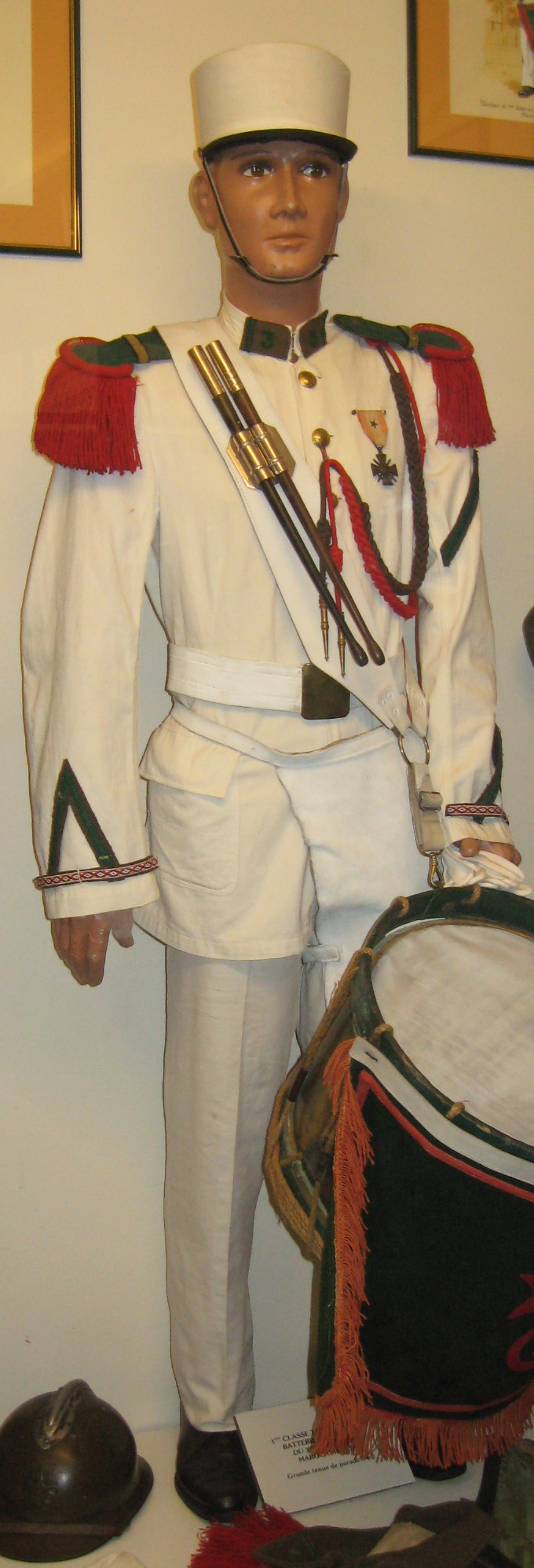
Tambour - Maroc (1931-1939).

En 1920, le RMLE rejoint le Maroc et change de nom. Les combats du Rif et la pacification du Maroc sont alors son lot quotidien.

### Seconde Guerre mondiale
Au début de l'année 1943, le régiment est intégré au sein du front du Sud-Est algérien, commandé par le général de division Robert Boissau (février - avril 1943) il est ensuite un des éléments de l'infanterie de la division de marche du Maroc pendant la campagne de Tunisie (avril - mai 1943). Il participe, au sein de la 5e DB, elle-même incorporée dans la 1re armée du général de Lattre de Tassigny, à la Libération de la France. Il franchit le Rhin et se trouve dans l'Arlberg (Autriche) quand vient l'armistice.

### Guerre d'Indochine

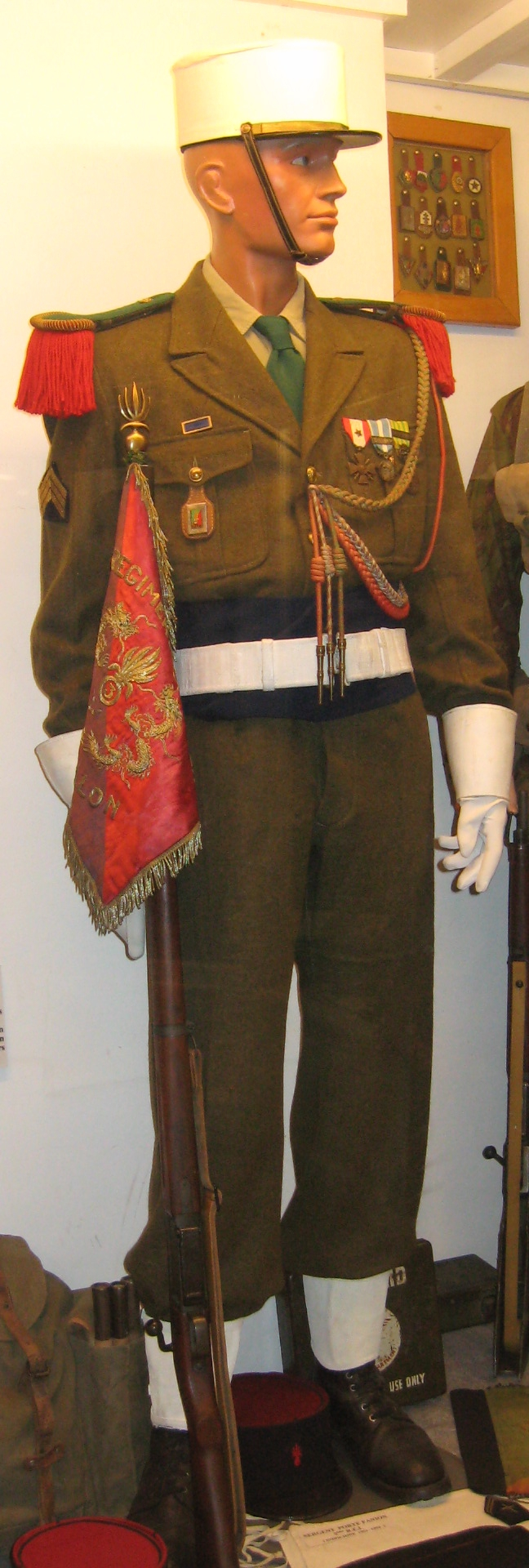
Porte-fanion (1952-1954).

Dès décembre 1945, le 3e REI rejoint la péninsule indochinoise et s'installe fin 1947 - après l'opération Léa - sur plusieurs postes autour de la RC 4 (route coloniale no 4) et de la RC 3 (route coloniale no 3).
Le 1er avril 1948 est créée la compagnie parachutiste au sein du régiment. Cette unité fut la première unité de légionnaires parachutistes. L'année suivante, le 31 mai 1949, la compagnie parachutiste est dissoute et ses effectifs sont affectés au 1er BEP nouvellement créé.
Le 25 juillet 1948 à la bataille de Phu Tong Hoa, la compagnie du capitaine Cardinal subit pendant neuf heures les assauts du Việt Minh sans céder. 
En octobre 1950, ce sont les tragiques batailles de Cao Bằng et de la Route coloniale 4, au cours duquel le chef de bataillon Forget tombe mortellement blessé et la quasi-totalité du 3e bataillon disparaît dans la tourmente. 
Le régiment se bat encore à Dong Khe, Bac Khan et à Diên Biên Phu. Il compte jusqu'à cinq bataillons perdus en termes d'effectif. Son drapeau gagne quatre nouvelles citations à l'ordre de l'armée et une nouvelle fourragère aux couleurs de la médaille militaire.

### Guerre d'Algérie
Le régiment débarque à Bône en décembre 1954. Il est chargé du difficile secteur des Aurès Nementchas. Au début de l'année 1957, réduit à trois bataillons depuis le départ du 3e bataillon pour Madagascar, il intervient efficacement dans le Nord constantinois, le long du barrage tunisien ou au cours des grandes opérations. Il fait alors partie de la 11e division d'infanterie, jusqu'en avril 1961. À la fin de la campagne d'Algérie, il donne naissance au 3e bataillon de marche de Légion étrangère.

### Madagascar et Guyane
Au mois d'août 1962, le régiment prend officiellement garnison à Diégo Suarez.
Le 11 septembre 1973, il s'installe à Kourou, et quitte Madagascar, alors que s'éveillent dans l'île de forts courants anti-français, animés entre autres par le futur président malgache, l'amiral Didier Ratsiraka, diplômé de l'École navale de Brest.
Dès son arrivée en Guyane, le 3e REI perce la route de l'Est à travers la forêt, destinée à relier Cayenne à la frontière brésilienne. Il s'investit également dans l'aménagement du site spatial de Kourou. Il reçoit pour ces travaux la médaille de vermeil du Centre national d'études spatiales. Une fois le site opérationnel, le 3e REI fera partie intégrante du dispositif de sûreté armée lors des tirs de fusée (opération Titan).
En octobre 1986, la compagnie d'équipement est dissoute. La compagnie d'éclairage et d'appui lui succède et le Centre d'entraînement en forêt équatoriale occupe le camp Szuts sur les rives de l'Approuague. En 1998, le 3e REI perd sa 3e compagnie qui est remplacée par la compagnie tournante, elle-même remplacée en juin 2003 par deux unités « PROTERRE ». En 1999 enfin, la compagnie d'éclairage et d'appuis (CEA) est dissoute.
Du 3 mars au 27 juin 2004, la 2e compagnie est engagée dans le cadre de l'opération Carbet, au sein du bataillon français de la force multinationale intérimaire en Haïti.
À compter de février 2008, le régiment est engagé, en Guyane, dans l'opération Harpie.
En juillet 2010, la 3e compagnie est recréée à base de légionnaires permanents (en séjour de deux ans).
Au printemps 2020, le régiment est aussi engagé, sur le territoire national, au sein de l'Opération Résilience.

## Traditions

### Devise
Legio Patria Nostra
La Légion est notre patrie
- 3e régiment étranger d'infanterie : 
  - 1re compagnie du 3e régiment étranger d'infanterie : France d'abord
  - 2e compagnie du 3e régiment étranger d'infanterie : Legio patria nostra (La Légion est notre patrie)
  - 3e compagnie du 3e régiment étranger d'infanterie : Legio patria nostra (La Légion est notre patrie)
  - 6e compagnie du 3e régiment étranger d'infanterie : Avec le sourire
  - 7e compagnie du 3e régiment étranger d'infanterie : Isidore
  - 2e bataillon, 8e compagnie du 3e régiment étranger d'infanterie : Quo non ascendam (où ne monterai-je pas)
  - C.C.S du 3e régiment étranger d'infanterie : 1° Noël ; 2° Selva

### Drapeau
Il porte, cousues en lettres d'or dans ses plis, les inscriptions suivantes :
- Camerone 1863
- Artois 1915
- Champagne 1915
- La Somme 1916
- Les Monts-Verdun 1917
- Picardie-Soissonnais 1918
- Vauxaillon 1918
- Maroc 1921-1934
- Djebel Mansour 1943
- Alsace 1944-1945
- Stuttgart 1945
- Indochine 1946-1954
- AFN 1952-1962[3]

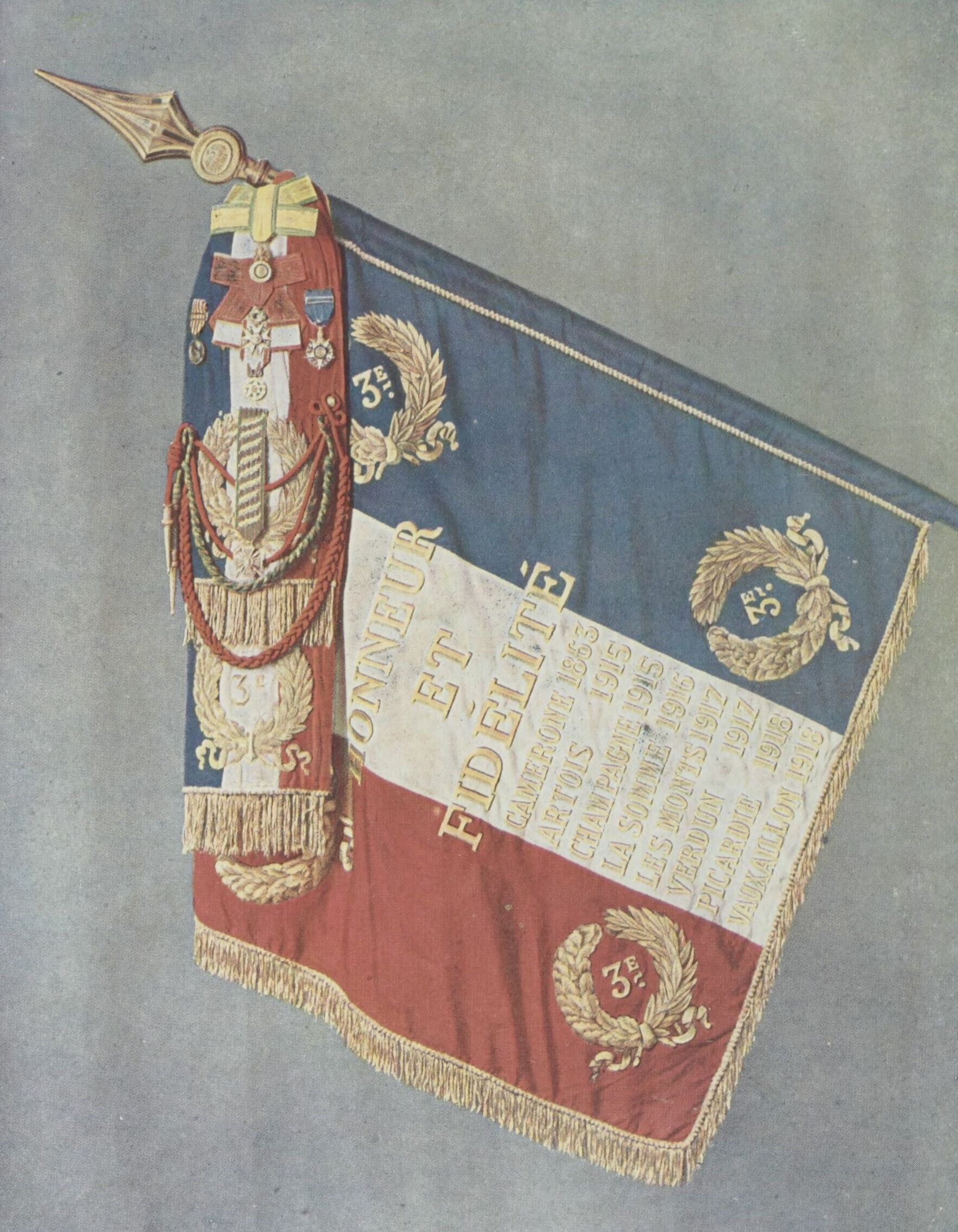
Le drapeau d'origine du 3e étranger au milieu des années 1920.
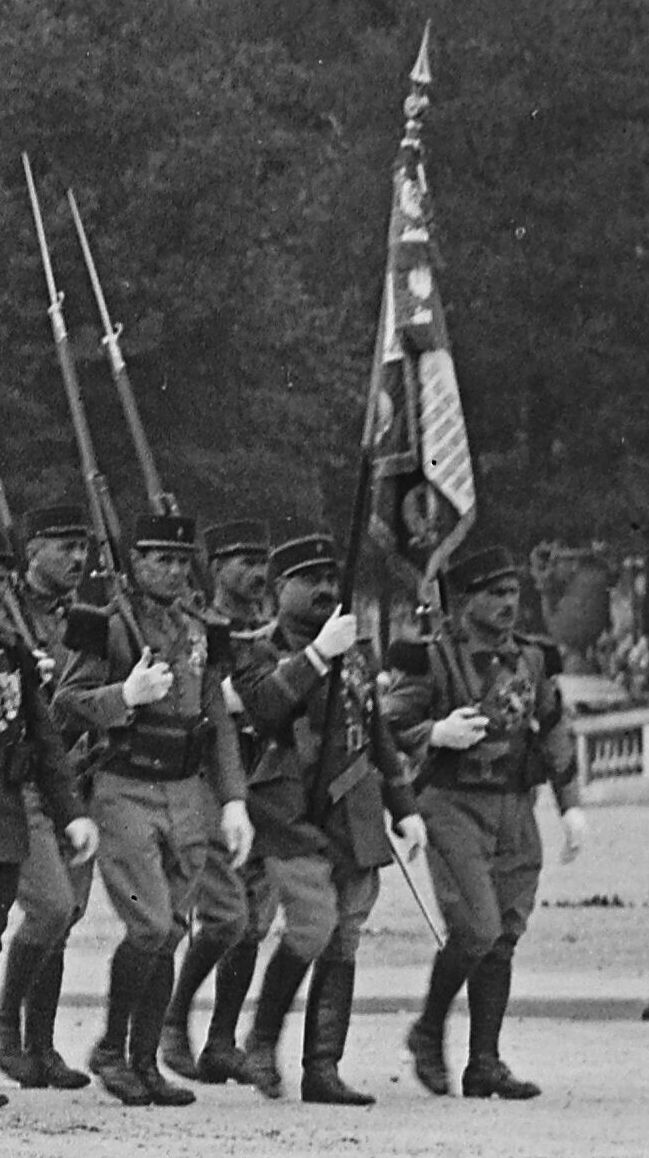
Le drapeau du 3e étranger défilant le 14 juillet 1931.
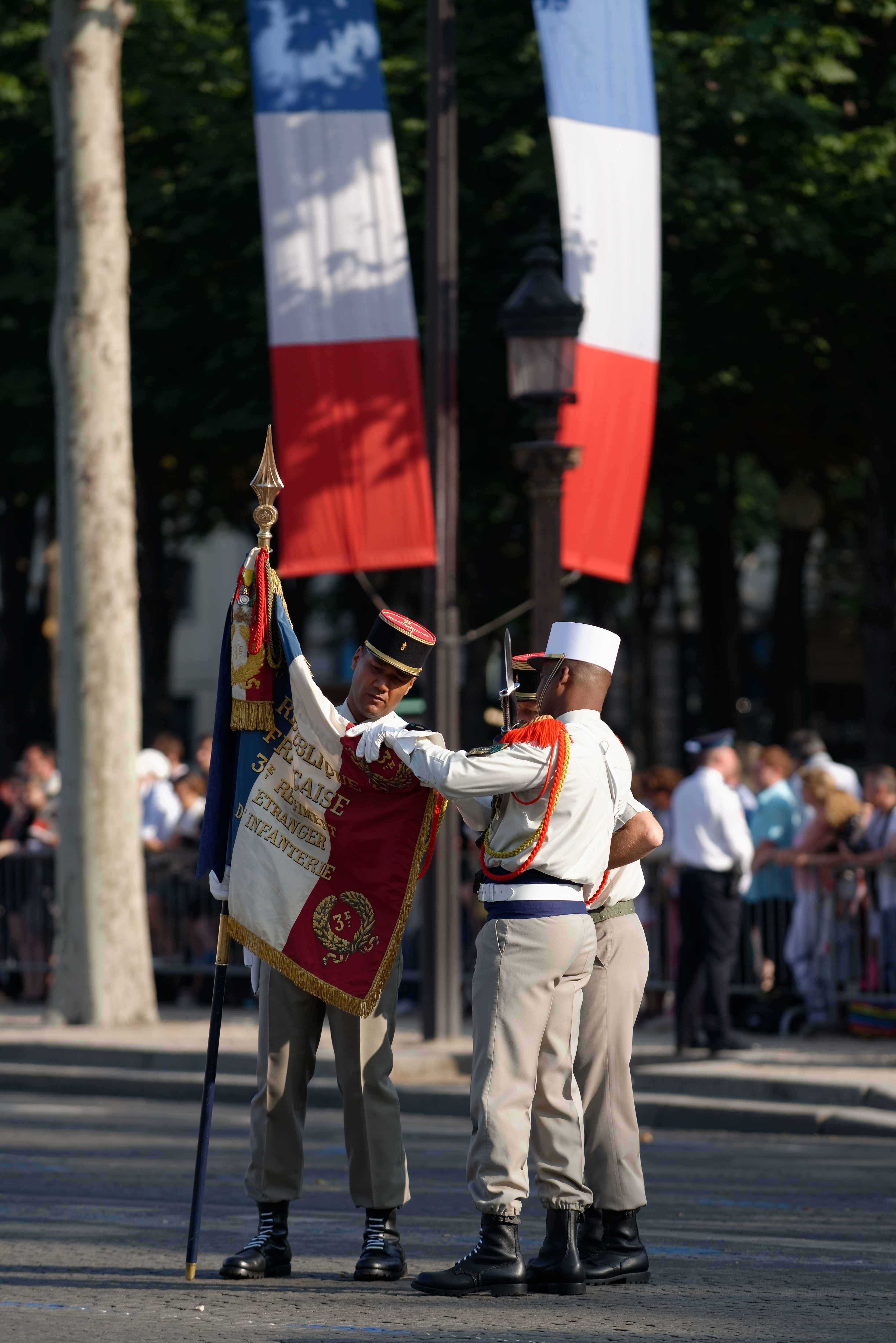
Des légionnaires du 3e REI déploient leur drapeau avant le défilé du 14 juillet 2013

### Décorations
Héritier du R.M.L.E. (Régiment de marche de la Légion étrangère) son drapeau porte : 
- la Légion d'honneur ;
- la médaille militaire ;
- la croix de guerre 1914-1918 avec 9 palmes ;
- la croix de guerre 1939-1945 avec 3 palmes ;
- la croix de guerre des Théâtres d'opérations extérieurs avec 4 palmes ;
- le mérite militaire chérifien (Maroc) ;
- la croix de guerre de l'ordre portugais de la Tour et de l'Épée (chevalier et grand-croix - Portugal)  ;
- la médaille des Volontaires catalans (Espagne) ;
- la flamme bleue de la Presidential Unit Citation, avec inscription « Rhine - Bavarian Alps » décernée le 6 mai 1946 (États-Unis)  ;
- la médaille de vermeil du Centre national d'études spatiales de Kourou décernée pour la première fois à une formation militaire.

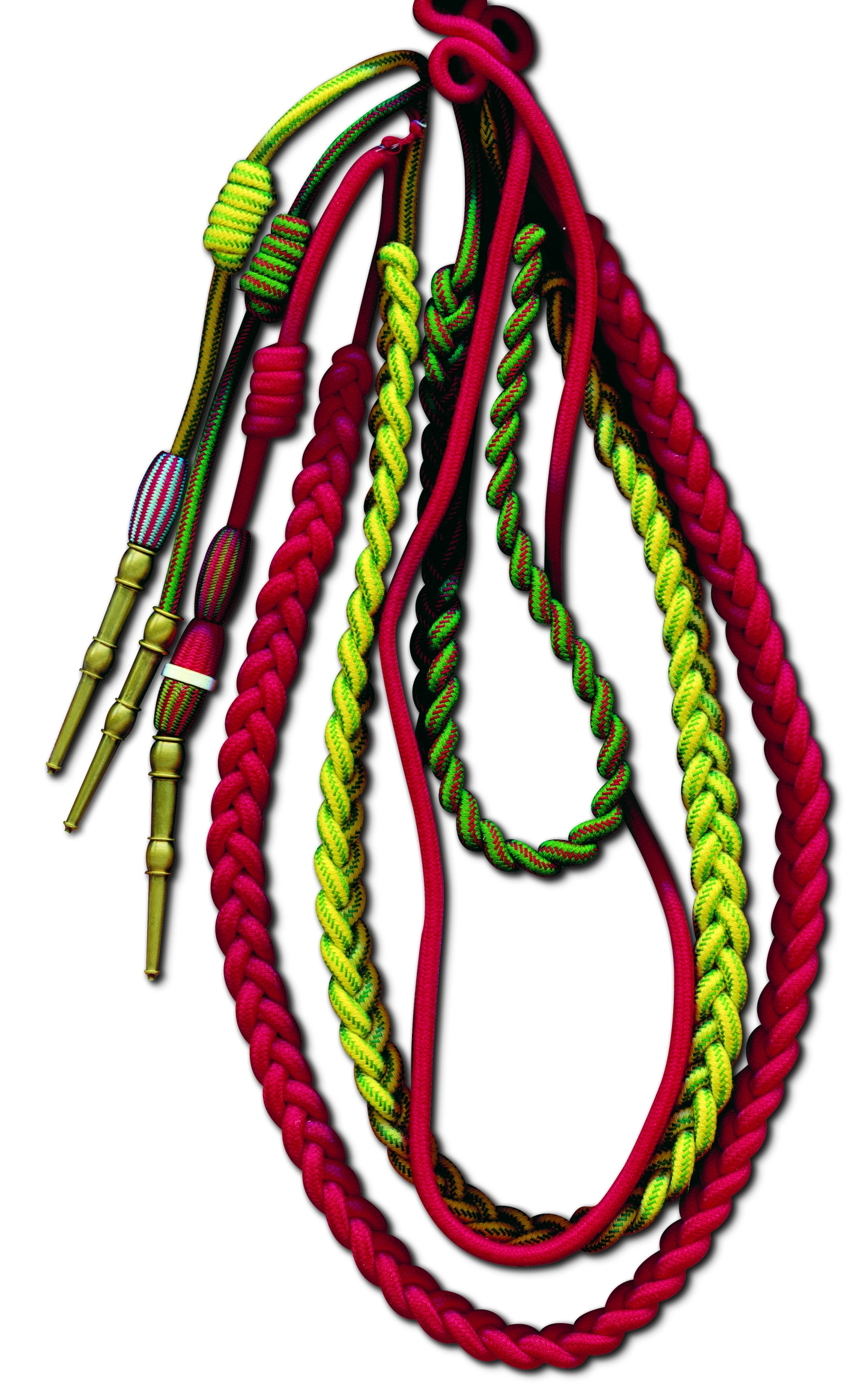
Fourragères du 3e REI.

Les militaires du régiment ont l’autorisation de porter :
- la fourragère double aux couleurs de la Légion d'honneur et de la croix de guerre (récompensant ses neuf citations à l'ordre de l'Armée pendant la Première Guerre mondiale), avec une olive aux couleurs de la croix de guerre 1939-1945 (récompensant ses trois citations pendant la Seconde Guerre mondiale) ;
- la fourragère aux couleurs de la médaille militaire avec olive aux couleurs de la croix de guerre des TOE (récompensant ses quatre citations lors des conflits extérieurs) ;
- le Blue badge ou Distinguished Unit Citation (Presidential Unit Citation à partir du 10 janvier 1957) américain avec inscription « Rhine - Bavarian Alps ».

### Fête du régiment
La fête du régiment est célébrée le 14 septembre, jour commémoratif de la percée de la ligne Hindenburg en 1918.

## Faits d'armes faisant particulièrement honneur au régiment
La bataille de Phu Tong Hoa où 107 légionnaires se battent à 1 contre 50 pendant près de 2 jours. Cette bataille est notamment mise en lumière dans le livre "Par le sang versé" de Paul Bonnecarrère.[réf. souhaitée]
Le courage insensé de ces hommes est illustré[Interprétation personnelle ?] par la phrase du  légionnaire Polain[réf. souhaitée] : « Tout va merveilleusement bien. […] Les Viets ne sont pas plus de quatre ou cinq mille. Trois ou quatre bataillons. Le capitaine est mourant et il pleut ! À part ça, le moral est bon. »

## Personnalités ayant servi au sein du régiment
- Paul Rollet, général, « le père de la Légion », lieutenant-colonel durant la Grande Guerre, il commande le RMLE en 1917-1918[4].
- Max Mader (1880-1947), adjudant-chef puis lieutenant , « héros légendaire » du RMLE en 1915-1918[5],[4].
- Aage de Danemark (1887-1940), prince danois
- Blaise Cendrars (1887-1961), écrivain français d'origine suisse[d]
- Alan Seeger (1888-1916), poète américain
- Hélie Denoix de Saint Marc (1922-2013), officier français
- Guy Marchand (1937-2023), acteur et chanteur français
- Antoine Mattei (1917-1981), légende des combats de la RC4
- Roger Faulques (1924-2011) , (sous-lieutenant au 3e REI ensuite promu lieutenant et commandant le Peloton d'Élèves Gradés du 1er BEP), mercenaire en Afrique après sa carrière en Algérie.

Un certain nombre de Compagnons de la Libération ont servi dans les rangs du 3e REI, avant, pendant, ou après la Seconde Guerre mondiale :
- Joseph Bakos
- Jacques Bourdis
- Dino Del Favero
- Hermann Eckstein
- Rudolf Eggs
- Michel Larine
- Louis Nicolas
- Jacques Renard
- Josef Rysavy
- Georges Ungerman

## Le régiment aujourd'hui

### Missions
- Protection externe du centre spatial guyanais qui réalise le lancement des fusées Ariane (mission Titan)
- Garantie de la souveraineté de la France en Guyane :
  1. Surveillance de la frontière brésilienne ;
  2. Mission de présence en zones difficiles notamment en forêt équatoriale ;
  3. Lutte contre l'immigration et l'orpaillage clandestins ;
  4. Missions d’intervention dans la zone Antilles - Guyane ou sur le continent.

### Organisation
Le 3e régiment étranger d'infanterie, compte environ 600 hommes dont 280 légionnaires permanents, les autres étant des unités du régime général en mission de courte durée (MCD environ de 4 mois) sur le territoire.
Il est constitué de :
- la CCL ou compagnie de commandement et de logistique, composée majoritairement de légionnaires permanents, regroupe tous les services nécessaires au commandement du régiment (transmissions, infirmiers, section transport, maintenance, etc.). Elle arme la SAED (section d'aide à l'engagement débarqué, héritière de la SRR, section de reconnaissance régimentaire affectée à l'origine à la CEA puis à la 2e compagnie), le GTMF (groupement de transport maritime et fluvial pour les déplacements en zone côtière et sur les axes intérieurs), les postes de Saint-Georges de l'Oyapock et de Camopi. En outre, elle compte le CEFE (Centre d'entraînement à la forêt équatoriale) qui forme les unités en missions de courte durée, les promotions de l'École spéciale militaire de Saint-Cyr ainsi que nombre de troupes étrangères au combat en forêt. Ses cadres sont tous moniteurs ou instructeurs des techniques commandos et ont, pour la plupart, effectué des stages dans les centres d'instruction jungle du Brésil, du Belize, d'Équateur ou de Colombie ;

- la 2e compagnie de combat (unité de légionnaires permanents) constituée d'une section commandement, d'une section appuis (mortiers de 81 mm LLR et missiles anti-chars Milan) et de 3 sections de combat. Cette unité, hautement spécialisée mène des patrouilles en pirogue et à pied, conjointement avec la gendarmerie sur les frontières. Les sections vont régulièrement s'entraîner au CEFE ainsi que dans les centres de combat Jungle étranger ;

- la 3e compagnie de combat (unité de légionnaires permanents) a été reconstituée le 28 juillet 2010 après 13 années de mise en sommeil. Son organisation et ses missions sont identiques à la 2e compagnie ;

- la CA ou compagnie d'appuis est composée d'éléments en mission de courte durée (module tournant entre le 54e RA de Hyères et les batteries sol-air des régiments d'artillerie des BIA). Elle est constituée d'une section de commandement et de deux sections SATCP équipées de missiles Mistral (missiles sol-air à très courte portée). Elle est chargée, via le DLASA (détachement de liaison de l'artillerie sol-air), sous les ordres de l'autorité air du territoire, de la défense de l'espace aérien du Centre spatial Guyanais.

- la 4e compagnie (compagnie de réserve) a pour vocation de renforcer les dispositifs Titan et Harpie[6].

### Matériels
- VLTT P4 ou véhicule léger tout-terrain P4
- BV 206 (engin à chenilles)
- VAB ou véhicules de l'avant blindé)
- Mortiers de 81 mm
- PVP (Petit Véhicule Protégé)
- Canons de 20 mm sur affûts 53T2
- Missiles antichar MILAN
- Système d'armes Mistral
- Radars NC1
- Fusil à Répétition PGM calibre 12,7 mm modèle F1 pour tireurs d'élite
- matériels de communication satellitaire, VHF et HF. À noter, le territoire guyanais est l'un des derniers où les communications en code Morse par moyen HF entre les unités à pied déployées en forêt profonde et les points de commandement sont régulièrement utilisés dû à la fiabilité de ce dernier en conditions météorologiques et couverture canopée très contraignantes.

### Galerie

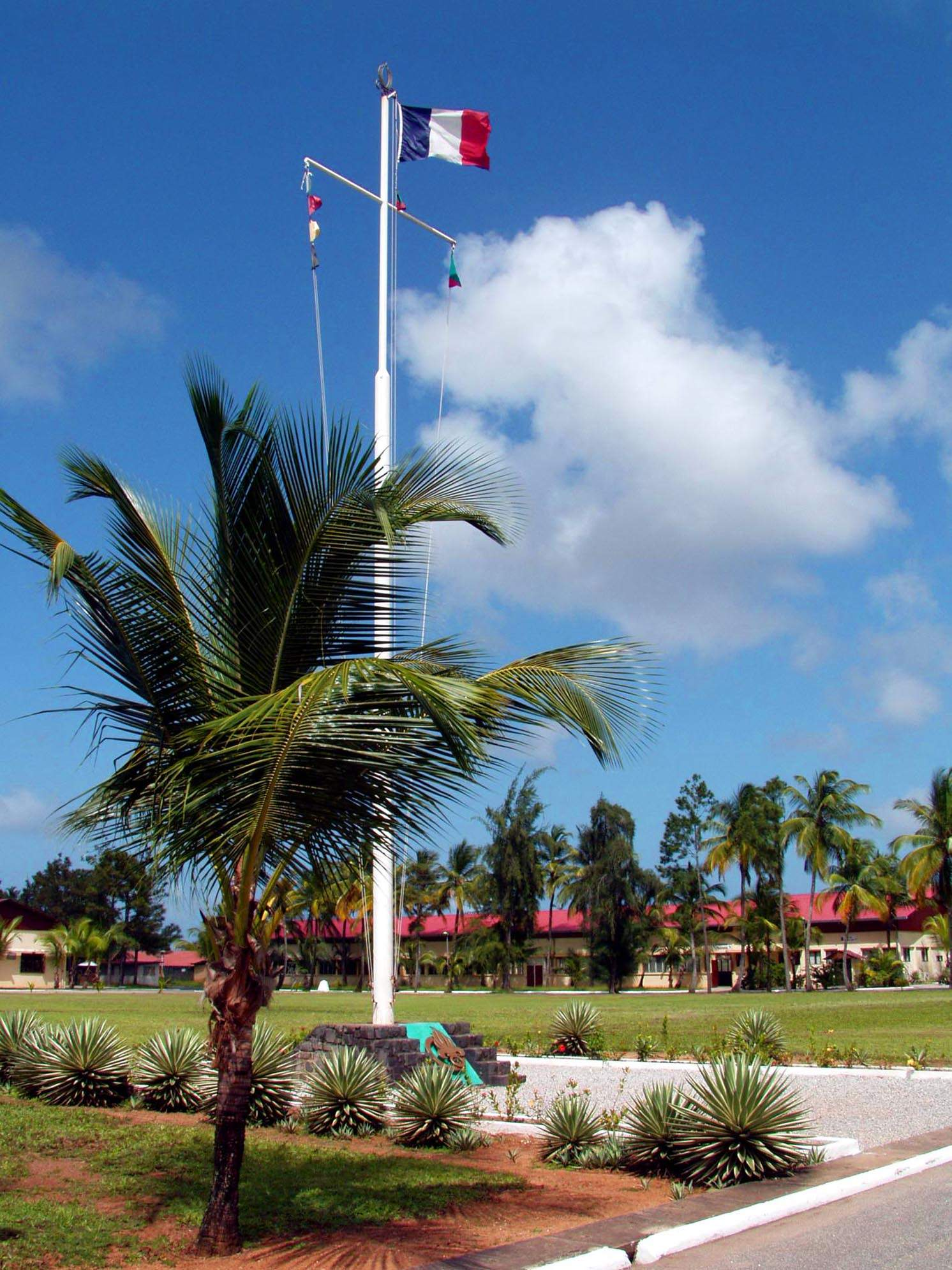
Place d'armes du quartier Forget.
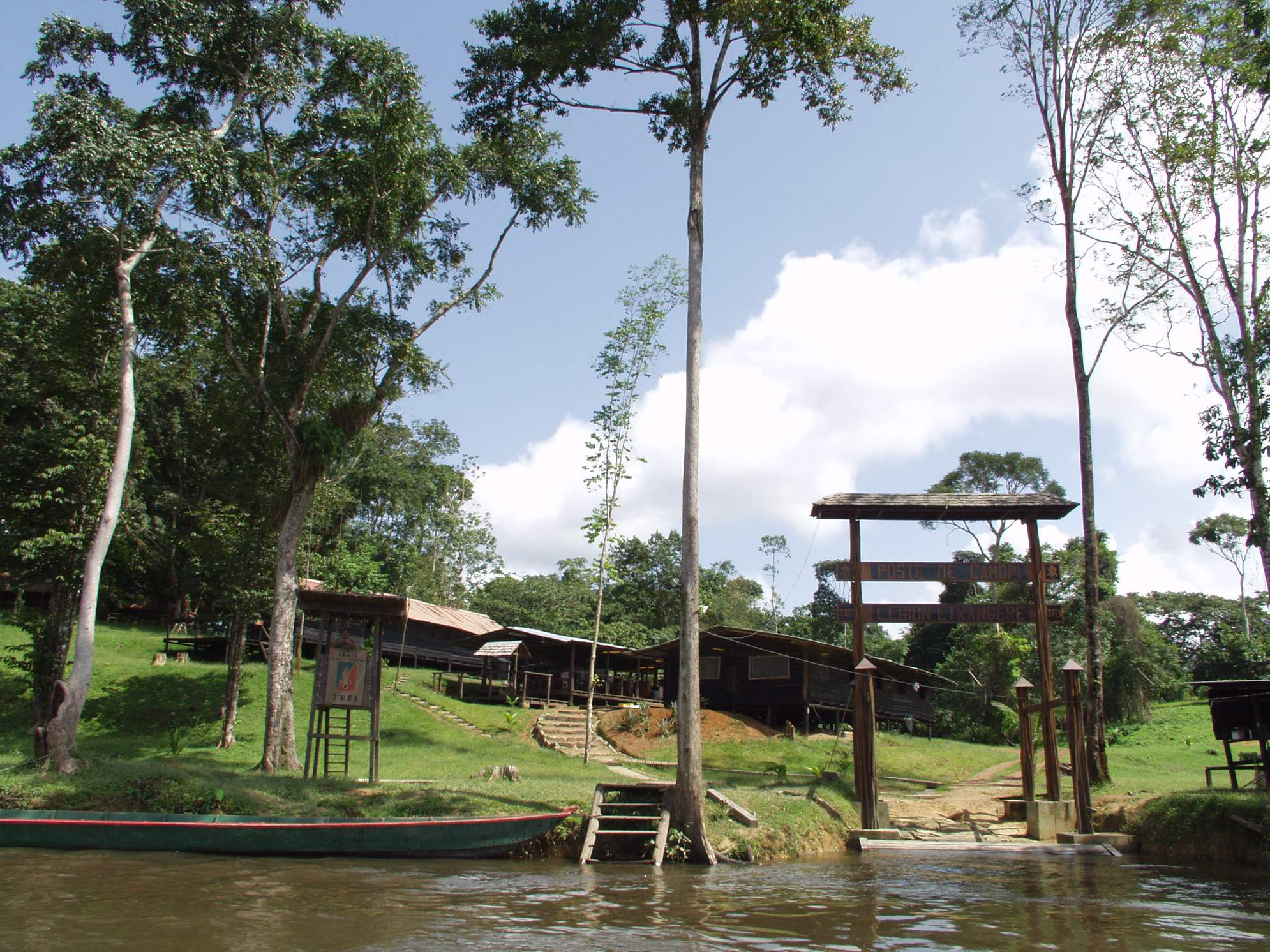
Poste de Camopi sur l'Oyapock.
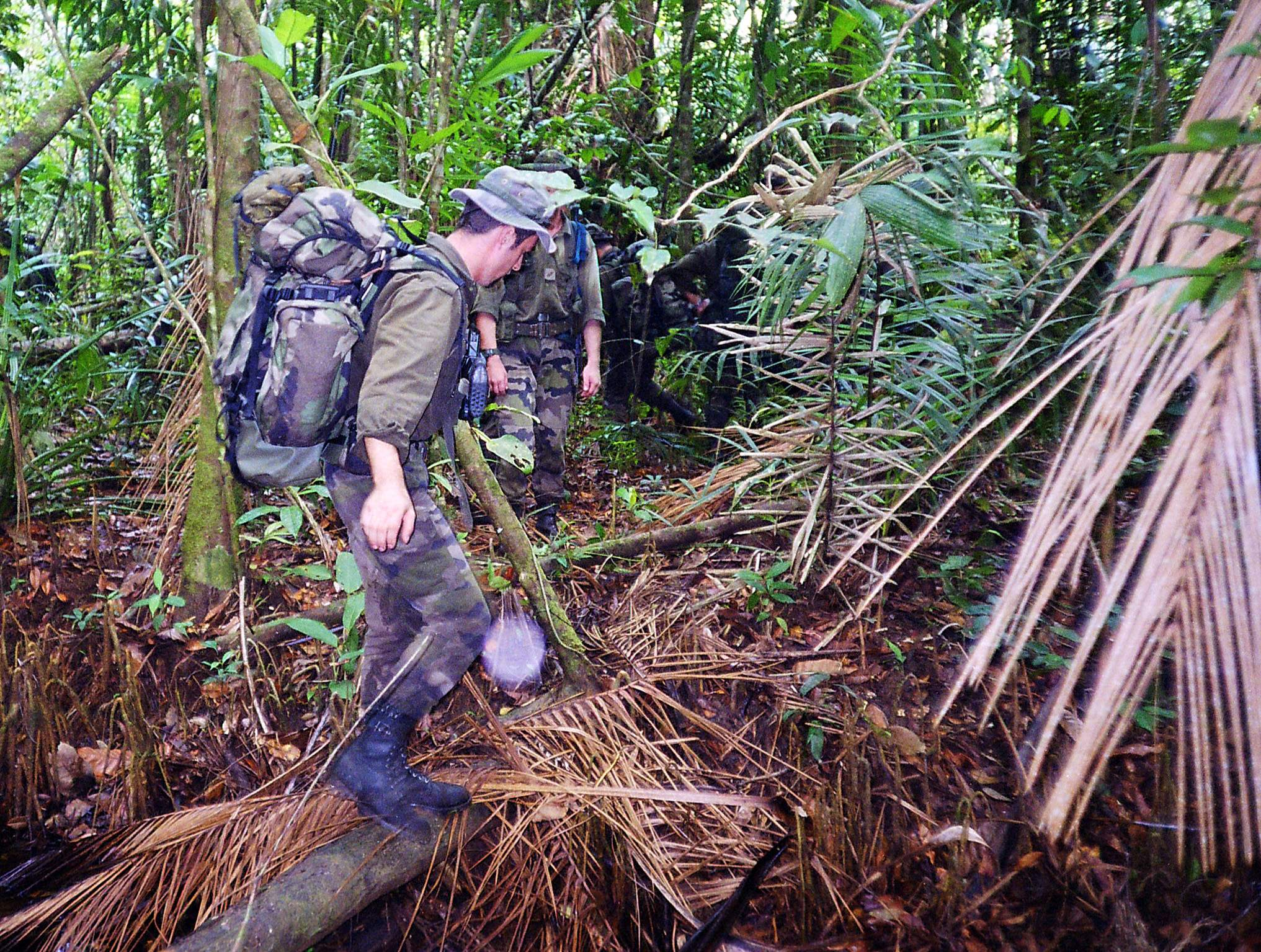
Progression en forêt équatoriale.
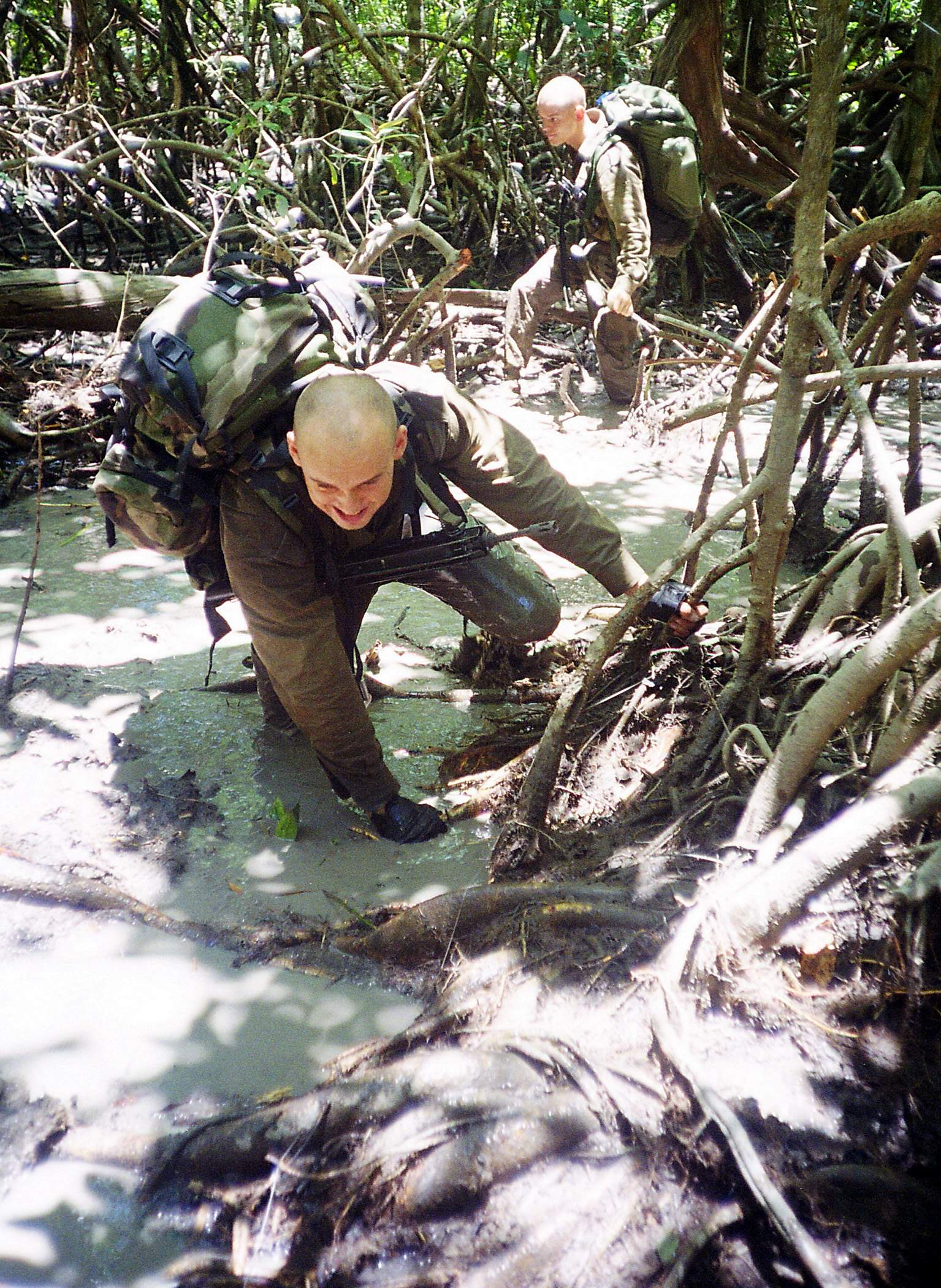
Progression en forêt équatoriale.